# Искра (Кырджалийская область)
Искра (болг. Искра) — село в Болгарии. Находится в Кырджалийской области, входит в общину Ардино. Население составляет 57 человек.

## Политическая ситуация
В местном кметстве Млечино, в состав которого входит Искра, должность кмета (старосты) исполняет Хидает Мустафа Али (Движение за права и свободы (ДПС)) по результатам выборов.
Кмет (мэр) общины Ардино — Ресми Мехмед Мурад (Движение за права и свободы (ДПС)) по результатам выборов.